# Цидофовір
Цидофовір — синтетичний противірусний препарат з групи нуклеозидних аналогів для внутрішньовенного та місцевого застосування. Цидофовір був уперше синтезований чеським ученим та винахідником Антоніном Голим, а вперше розпочала випуск препарату американська компанія «Gilead Sciences» під торговою маркою «Вістід».

## Фармакологічні властивості
Цидофовір — синтетичний противірусний препарат з групи нуклеозидних аналогів. Механізм дії препарату полягає в утворенні активного метаболіту — цидофовір дифосфат, що інгібує фермент вірусів — ДНК-полімеразу — та гальмує синтез вірусної ДНК і термінує елонгацію ДНК. Цидофовір активний до вірусів вітряної віспи, цитомегаловірусу, вірус герпесу людини 6 та 8 типу, менш активний до інших типів вірусу герпесу, активний проти вірусу Епштейн-Барра, вірусу папіломи людини, Adenoviridae, Poxviridae. Для зниження нефротоксичного ефекту препарат застосовують разом із пробенецидом.

## Фармакодинаміка
При внутрішньовенному введенні цидофовір швидко розподіляється в організмі та фосфорилюється до активних похідних — цидофовіру дифосфату та цидофовіру фосфатхоліну, що мають подовжений час виведення з клітин (17—65 годин, цидофовір фосфатхолін — до 82 годин). Біодоступність препарату складає 100 %, при застосуванні всередину — лише 5 %. Препарат добре розподідяється у більшості тканин та рідин організму. Цидофовір не проникає через гематоенцефалічний бар'єр. Даних за проникнення препарату через плацентарний бар'єр та виділення в грудне молоко немає. Цидофовір не метаболізується, виводиться у незміненому вигляді нирками. Період напіввиведення нефосфорильованого цидофовіру складає 2—3 години, при нирковій недостатності цей час може зростати.

## Показання до застосування
Цидофовір застосовується при цитомегаловірусному ретиніті внутрішньовенно, може застосовуватися при інших формах цитомегаловірусної інфекції, місцевому лікуванні герпесу шкіри при нечутливих до ацикловіру штамах вірусу, внутрішньотканинно — при лікуванні папіломатозу гортані та стравоходу, внутрішньовенно — для лікування прогресуючої мультифокальної лейкоенцефалопатії.

## Побічна дія
При застосуванні цидофовіру спостерігаються наступні побічні ефекти: дуже часто (до 25 %) побічна дія з боку сечовидільної системи — протеїнурія, нефропатія, синдром Фанконі, підвищення рівня креатиніну та сечовини в крові. Ці побічні ефекти найчастіше є дозозалежними, та мають зворотній розвиток після відміни препарату. Серед інших побічних ефектів часто спостерігається нейтропенія (до 15 % випадків застосування), астенія, передній увеїт (7 %), зниження внутрішньоочного тиску (до 12 %).

## Протипокази
Цидофовір протипоказаний при підвищеній чутливості до препарату, нирковій недостатності. З обережністю застосовують препарат при вагітності. Препарат не застосовують разом із іншими нефротоксичними препаратами — аміноглікозидами, амфотерицином В, пентамідином, фоскарнетом, рентгенконтрастними речовинами, нестероїдними протизапальними препаратами.

## Форми випуску
Цидофовір випускається у вигляді порошку в флаконах для ін'єкцій по 0,375 г та 1 % гелю для зовнішнього застосування.